# Heinrich Isaacks
Heinrich "Heini" Isaacks (sinh ngày 5 tháng 3 năm 1985) là một cầu thủ bóng đá người Namibia thi đấu cho Maritzburg United ở Premier Soccer League của Nam Phi ở vị trí tiền vệ và tiền đạo. Anh thi đấu cho đội tuyển quốc gia Namibia tai Vòng loại giải vô địch bóng đá thế giới 2014s.
Trước đó anh thi đấu cho Civics FC và SønderjyskE.

## Sự nghiệp quốc tế

### Bàn thắng quốc tế
Tỉ số và kết quả liệt kê bàn thắng của Namibia trước.
| #  | Ngày                 | Địa điểm                                   | Đối thủ    | Tỉ số | Kết quả | Giải đấu                                     |
| -- | -------------------- | ------------------------------------------ | ---------- | ----- | ------- | -------------------------------------------- |
| 1. | 23 tháng 7 năm 2006  | Sân vận động Độc lập, Windhoek, Namibia    | Malawi     | 1–1   | 3–2     | 2006 Cúp COSAFA                              |
| 2. | 6 tháng 6 năm 2009   | Sân vận động Sam Nujoma, Windhoek, Namibia | CHDC Congo | 3–0   | 4–0     | Giao hữu                                     |
| 3. | 6 tháng 6 năm 2009   | Sân vận động Sam Nujoma, Windhoek, Namibia | CHDC Congo | 4–0   | 4–0     | Giao hữu                                     |
| 4. | 15 tháng 11 năm 2011 | Sân vận động Sam Nujoma, Windhoek, Namibia | Djibouti   | 1–0   | 4–0     | Vòng loại giải vô địch bóng đá thế giới 2014 |